# Friedrich Witt (Komponist)
Jeremias Friedrich Witt (* 8. November 1770 in Niederstetten; † 3. Januar 1836 in Würzburg) war ein deutscher Kapellmeister und Komponist.

## Leben und Wirken
Friedrich Witt wurde als sechstes von acht Kindern des Schuldieners, Kantors und Gerichtsschreibers Johann Caspar Witt geboren. Als Friedrich sechs Jahre alt war, starb sein Vater. Nach dessen Tod heiratete seine Mutter Heinrich Vollrath Düring, seinen Amtsnachfolger, und hatte mit diesem noch vier weitere Kinder. Eines davon war Johann Georg Heinrich Düring, der ebenfalls Komponist war. Wahrscheinlich erhielt Witt seinen ersten Musikunterricht und gleichzeitig Unterricht auf verschiedenen Instrumenten sowohl von seinem Vater als auch seinem Stiefvater. 
Im Oktober 1789 wurde Witt als Cellist in die Hofkapelle des Fürsten von Oettingen-Wallerstein im Nördlinger Ries aufgenommen. Ein Unterricht bei Antonio Rosetti wird vermutet, kann bis jetzt jedoch nicht eindeutig belegt werden, zumal Rosetti schon im Juni 1789 Wallerstein verließ. Witt müsste dann schon vor seiner Aufnahme in die Hofkapelle nach Wallerstein gekommen sein.
1793 und 1794 unternahm er mit dem Klarinettisten Joseph Beer (1770–1819), auch ein Mitglied der Oettinger Hofkapelle, Konzertreisen unter anderem nach Coburg, Weimar, Potsdam und Ludwigslust. Um 1796 verließ er mit Beer Wallerstein und begab sich auf eine mehrjährige Konzertreise, unter anderem nach Wien und Frankfurt am Main. In Wien gaben die beiden ein Konzert im Augarten, bei dem sich unter den Zuhörern unter anderem Joseph Haydn und weitere führende Persönlichkeiten des Wiener Musiklebens befanden. Aufgeführt wurden ein Klarinettenkonzert Witts und eine seiner Sinfonien. Das Konzert war ein großer Erfolg und brachte Witt mehrere Anfragen nach weiteren Konzerten ein, wie er in einem Brief an einen Freund schreibt.
Im Frühjahr 1802 wurde Witt nach der Uraufführung seines Oratoriums Der leidende Heiland zum Hofkapellmeister in Würzburg berufen. Dort heiratete er 1803 die Tochter eines der reichsten Bürger der Stadt und blieb dort bis zum Ende seines Lebens. Ab 1814 war Witt Kapellmeister am Theater in Würzburg. Im Sommer 1824 wurde er – wohl aus Krankheitsgründen – als Kapellmeister entlassen. Während seiner letzten Lebensjahre wirkte er unter anderem einige Zeit als Hofkomponist des Fürsten Carl Friedrich zu Löwenstein-Wertheim-Freudenberg.
Witt starb am 3. Januar 1836 in seiner Wohnung in der Neubauergasse in Würzburg im Alter von 65 Jahren an „Lungenlähmung“. Bei seinem Tod wurde zwar noch Witts Kirchenmusik gerühmt, aber sein Gesamtwerk geriet durch den sich ändernden Musikgeschmack bald völlig in Vergessenheit, obwohl seine Kompositionen zu seinen Lebzeiten sehr beliebt und geschätzt waren.
Zu Witts musikalischen Vorbildern zählen Joseph Haydn und Antonio Rosetti. Gerade die langsamen Sätze seiner Werke gelangen ihm oft sehr stimmungsvoll, in ihnen zeigt er sich häufig als echter Romantiker. Witts Werke zeichnen sich oft durch eine farbige Instrumentierung mit Holzbläsern und Hörnern aus.
Im Zentrum seines Schaffens stehen 23 Sinfonien, er schuf aber auch Instrumentalkonzerte, Kammermusik, Messen und weitere geistliche Vokalwerke. Sein bekanntestes Werk ist die Jenaer Sinfonie, die 1909 in der Jenaer Universitätsbibliothek entdeckt wurde und von ihrem Entdecker, dem Musikwissenschaftler und Theologen Fritz Stein, zunächst dem jungen Beethoven zugeschrieben wurde, da auf der Stimme der zweiten Violine ‹par Louis van Beethoven› zu lesen war. Die Annahme wurde durch eine Äußerung Beethovens gestützt, der sich nach eigenen Worten einmal an einer Sinfonie in C-Dur nach dem Vorbild der Sinfonie Nr. 97 von Joseph Haydn versucht hatte – die in Jena gefundene Sinfonie zeigte tatsächlich Ähnlichkeiten mit diesem Londoner Werk Haydns. Ein halbes Jahrhundert lang wurde sie in der Folge unter Beethovens Namen gespielt. Max Reger arrangierte diese Sinfonie vierhändig für Klavier und die Musikgelehrten beschäftigten sich kritisch mit dem Werk: Man stritt zwar über die Autorenschaft Beethovens, bescheinigte dem Werk aber allgemein eine hohe Qualität. Erst 1968 wurde nachgewiesen, dass die Sinfonie ein Werk Witts ist.
Gerhard Götz, Musiklehrer und Chorleiter am Ganerben-Gymnasium Künzelsau, entdeckte 2007 im Hohenlohe-Zentralarchiv Neuenstein drei bis dahin unbekannte Messen Witts. Die handschriftlichen Notenblätter enthielten einzelne Stimmen und waren „in alten Notenschlüsseln verfasst“, die Götz und der Dekanatskirchenmusiker Matthias Ankenbrand in moderne Partituren übertrugen.
Die B-Dur- (Missa solenne) und C-Dur-Messe wurden am 1. Februar 2009 in der St.-Paulus-Kirche in Künzelsau nach zweihundert Jahren „wiederuraufgeführt“. Eine Aufführung der vollständigen C-Dur-Messe erfolgte am 12. Juni 2016 am selben Ort.

## Werke (Auswahl)

### Sinfonien
Witt schrieb insgesamt 23 Sinfonien, darunter:
- Sinfonie Nr. 1 Es-Dur (1803, erschienen bei Johann André)
- Sinfonie Nr. 2 D-Dur (1804, erschienen bei André)
- Sinfonie Nr. 3 F-Dur (1807, erschienen bei André)
- Sinfonie Nr. 4 Es-Dur (1807, erschienen bei André)
- Sinfonie Nr. 5 (1809, erschienen bei André)
- Sinfonie Nr. 6 a-Moll „Sinfonie turque“ (1809, erschienen bei André)
- Sinfonie Nr. 7 C-Dur (1811, erschienen bei André)
- Sinfonie Nr. 8 F-Dur (1811, erschienen bei André)
- Sinfonie Nr. 9 d-Moll (1818, erschienen bei André)
- Sinfonie Nr. 14 C-Dur „Jenaer Sinfonie“ (entstanden zwischen 1792 und 1796, erschienen bei Breitkopf & Härtel 1911; früher Ludwig van Beethoven zugeschrieben)
- Sinfonie Nr. 16 A-Dur (entstanden um 1790)

### Solokonzerte
- Hornkonzert E-Dur (1795)
- 3 Konzerte in F-Dur für 2 Hörner und Orchester (1797)
- Flötenkonzert G-Dur op. 8 (1807, erschienen bei Breitkopf & Härtel)
- Concertino für 2 Hörner Es-Dur (1818)
- Konzert für Violoncello C-Dur
- Verschiedene Konzerte für Violoncello, Fagott, Flöte, Oboe, Klarinette, Horn und zwei Hörner (verschollen)

### Harmoniemusiken
- Parthia für Bläser Es-Dur (1790)
- Parthia für Bläser F-Dur (1790)
- Parthia für Bläser F-Dur (1791)
- Parthia (Nonett) für Bläser Es-Dur (1792)
- Parthia Grande d'armonia (nach 1800)
- Concertante für 2 Klarinetten, Fagott, 2 Hörner und Bassposaune (nach 1800)
- Pièce d'Harmonie für Bläser (1825, erschienen bei Schott 1826)
- Concertino für Oboe und Harmoniemusik (wurde lange Zeit Carl Maria von Weber zugeschrieben)[9]

### Kammermusik
- Trio F-Dur für Violine, Violoncello und Klavier
- Zwei weitere Klaviertrios (aufgrund fehlender Streicherstimmen nicht aufführbar)
- Streichquartett C-Dur
- Fagottquartett F-Dur (1797)
- Zwei weitere Fagottquartette (verschollen)
- Quartett Es-Dur für Horn, Violine, Viola und Violoncello (entstanden zwischen 1802 und 1814)
- Quatuor I / Quintetto concertanto (entstanden zwischen 1825 und 1835)
- Quatuor II / Quintetto concertanto (entstanden zwischen 1825 und 1835)
- Quatuor III / Quintetto concertanto (entstanden zwischen 1825 und 1835)
- Verschiedene Klarinettenquartette (verschollen)
- Grand Quintetto Es-Dur op. 6 für Klavier und Bläser (auch in einer Fassung für Klavier und Streichquartett) (1807, erschienen bei Breitkopf & Härtel)
- Quintett F-Dur für Klavier und Bläser (Bearbeitung des Klaviertrios F-Dur)
- Septett F-Dur für Streichquartett, Klarinette, Horn und Fagott (1797, erschienen 1817 bei Schott)
- 3 Klaviersonaten
- Drei Allemanden für Klavier
- Adagio und Allegro für Bläser
- Menuett für Bläser (Variationen über Mozarts Menuett aus Don Giovanni)

### Kirchenmusik
- 6–7 Messen, darunter:
  - Messe Nr. 2 B-Dur („Missa solenne B-Dur“)
  - Messe Nr. 3 C-Dur
  - Missa solemnis F-Dur (verschollen)
  - Pfingst-Misse mit Offertorium (verschollen?)
- Ein Requiem
- Pange Lingua (1793)
- Te Deum (doppelchörig) (verschollen)
- Litania de B. Maria V. (verschollen)
- Kleine Kantate für gemischte Stimmen und Klavier zu vier Händen (verschollen)
- Fünf größere Kantaten bzw. Oratorien, darunter:
  - Der leidende Heiland (1802; verschollen)
  - Die Auferstehung Jesu
  - Lobsinget Jehova, unserem Gott

### Weltliche Chorwerke
- Kantate zum Beschluss des 18. Jahrhunderts (nur Textbücher erhalten)
- Der Mensch (nur Textbücher erhalten)

### Opern und Bühnenwerke
- Berissa. Heroisch-komische Oper
- Palma. Singspiel in zwei Akten (uraufgeführt 1804 in Frankfurt) (verschollen)
- Das Fischerweib. Ländlich-komische Oper in zwei Akten (uraufgeführt am 29. März 1807 in Würzburg) (verschollen)
- Lenardo und Blandine. Schauspielmusik zum gleichnamigen Trauerspiel von Wilhelm Friedrich Ziegler (uraufgeführt am 6. August 1813 in Würzburg)

## Zitate
„Dass Hr. Witt auch in dieser Manier nichts Schlechtes, nichts Gemeines geliefert haben werde, lässt sich von solch einem verständigen Komponisten schon im voraus erwarten, und diese Erwartung wird auch in dem vorliegenden Werke keineswegs getäuscht.“

„In der ganzen Sinfonie überhaupt […] hat sich Hr. W. als einen gründlichen, verständigen Komponisten gezeigt, und das sichtbare Bemühen, dem Ganzen nicht sowol viel Tiefe, sondern nur den möglichst hohen Grad von Gefälligkeit zu geben, zeigt, dass sie für ein grosses Publikum geschrieben ist, welches sie denn auch gewiss finden wird, indem sie nur irgend gut aufgeführt, sehr effektvoll, und daher jedem Orchester mit Recht zu empfehlen ist.“